# Réka Gyurátz
Réka Gyurátz (née le 31 mai 1996) est une athlète hongroise, spécialiste du lancer du marteau.

## Palmarès
| Date | Compétition                          | Lieu      | Résultat | Marque  |
| ---- | ------------------------------------ | --------- | -------- | ------- |
| 2012 | Championnats du monde juniors        | Barcelone | 8e       | 60,88 m |
| 2013 | Championnats du monde cadets         | Donetsk   | 1re      | 73,20 m |
| 2013 | Championnats d'Europe juniors        | Rieti     | 2e       | 65,01 m |
| 2014 | Championnats du monde juniors        | Eugene    | 2e       | 64,68 m |
| 2016 | Coupe d'Europe hivernale des lancers | Arad      | 2e       | 67,34 m |
| 2017 | Championnats d'Europe par équipes    | Tel Aviv  | 2e       | 70,09 m |
| 2017 | Universiade                          | Taipei    | 9e       | 64,14 m |
| 2018 | Coupe d'Europe hivernale des lancers | Leiria    | 1re      | 69,00 m |
| 2018 | Championnats d'Europe                | Berlin    | 9e       | 70,48 m |
| 2019 | Universiade                          | Naples    | 4e       | 69,51 m |
| 2019 | Championnats d'Europe par équipes    | Sandnes   | 4e       | 66,36 m |
| 2021 | Coupe d'Europe des lancers           | Split     | 9e       | 68,59 m |
| 2022 | Championnats d'Europe                | Munich    | 7e       | 69,02 m |

## Records
| Épreuve           | Marque  | Lieu        | Date            |
| ----------------- | ------- | ----------- | --------------- |
| Lancer du marteau | 72,52 m | Szombathely | 26 juillet 2018 |